# Polack
Polack (niem. Pollack, Polacke) – pejoratywne i obraźliwe określenie w stosunku do Polaków używane na zachodzie Europy i w Stanach Zjednoczonych.
W amerykańskim angielskim stosuje się „Polack”, po niemiecku używa się określenia „Polacke” lub „Pollack”, w języku niderlandzkim określenie to brzmi natomiast „Polak”.

## Pochodzenie terminu
W dziewiętnastowiecznych słownikach dialektów niemieckich nazwa „Pole” lub „Polacke” to pejoratywne określenie, niechęć, wobec ludzi prostych, niewykształconych, prymitywnych za jakich powszechnie uważano w Niemczech polskich robotników sezonowych w XIX wieku.
Termin wywodzi się od Niemców, którzy po raz pierwszy zaczęli używać pogardliwego określenia „Pollack” (dosłownie „Polaczysko” bądź „Polaczek”) w czasie germanizacji ludności polskiej. Polityka germanizacyjna początkowo w Prusach Królewskich, a później w całych Prusach dyskryminowała Polaków, zabraniając im używania języka polskiego w kościołach, urzędach i szkołach. Publiczne używanie języka polskiego było wyśmiewane i piętnowane. Przykładowo we wsi Naglady w powiecie olsztyńskim, niemiecki nauczyciel dzieciom złapanym na rozmowie po polsku kazał za karę nosić tabliczkę z obelżywym napisem „Pollack”. O praktyce karania dzieci w pruskich szkołach za używanie języka polskiego wieszaniem tabliczki „Pollack” oraz sadzaniem ich w tak zwanej „oślej ławce” wspominał również działacz polonijny na Mazurach Gustaw Gizewiusz.
Określenie „Polack” przyjęło się także w innych krajach, a po wojnie także w USA, gdzie zostało przeniesione wraz z Polish jokes przez niemieckich emigrantów z Europy, zwłaszcza tych, którzy zostali wysiedleni ze Śląska, Pomorza i Prus Wschodnich w wyniku układu powojennego. Imigranci ci powielali uprzedzenia do Polaków, mające swoje korzenie między innymi w propagandzie nazistowskiej.